# Феррера-Ербоньйоне
Феррера-Ербоньоне (італ. Ferrera Erbognone) — муніципалітет в Італії, у регіоні Ломбардія, провінція Павія.
Феррера-Ербоньоне розташована на відстані близько 470 км на північний захід від Рима, 50 км на південний захід від Мілана, 24 км на захід від Павії.
Населення — 1165 осіб (2014).
Покровитель — San Giovanni.

## Демографія
Населення за роками:

Станом на 1 січня 2023 року в муніципалітеті офіційно проживали 154 іноземці з 17 країн, серед них 44 громадяни країн Євросоюзу та 8 громадян України.

## Сусідні муніципалітети
- Галліавола
- Ломелло
- Меццана-Більї
- Оттоб'яно
- П'єве-дель-Каїро
- Саннаццаро-де'-Бургонді
- Скальдазоле
- Валеджо